# Институт инженеров электротехники и электроники
Институт инженеров электротехники и электроники — IEEE (англ. Institute of Electrical and Electronics Engineers) (I triple E — «Ай трипл и») — некоммерческая инженерная ассоциация из США, разрабатывающая широко применяемые в мире стандарты по радиоэлектронике, электротехнике и аппаратному обеспечению вычислительных систем и сетей. Корпоративный офис находится в Нью-Йорке, а центр операций в Пискатауэе (Нью-Джерси). Образован в 1963 году путём объединения Американского института инженеров-электриков и Института радиоинженеров. По состоянию на 2018 год это крупнейшая в мире ассоциация технических специалистов, насчитывающая более 423 000 членов в более чем 160 странах мира. Целями Института являются образовательный и технический прогресс в области электроники и электротехники, телекоммуникаций, вычислительной техники и смежных дисциплин.

## История
Эта общественная некоммерческая ассоциация появилась в 1963 году в результате слияния двух американских профессиональных сообществ: Института радиотехников (IRE), созданного в 1912 году, и Американского института инженеров-электриков (AIEE), созданного в 1884 году.

## Цель
Главная цель IEEE — информационная и материальная поддержка специалистов для организации и развития научной деятельности в электротехнике, электронике, компьютерной технике и информатике, приложение их результатов для пользы общества, а также профессиональный рост членов IEEE.

## Деятельность
IEEE, объединяя более 400 000 индивидуальных членов из 170 стран (в том числе более 100 000 студентов), издаёт треть мировой технической литературы, касающейся применения радиоэлектроники, компьютеров, систем управления, электротехники, в том числе (на январь 2011 года) 122 реферируемых научных журнала и 36 отраслевых журналов для специалистов, проводит в год более 300 крупных конференций. Ассоциация принимала участие в разработке около 900 действующих стандартов.

## Участие в санкциях США
В январе 2002 года IEEE лишило своих иранских членов ряда привилегий, таких как право использования логотипа IEEE в рекламе своих проектов, доступ к электронным базам данных о публикациях IEEE и доступ к спискам вакансий.

## Стандарты
- IEEE 754 — числа с плавающей запятой.
- IEEE 802 — семействo стандартов IEEE, касающихся локальных вычислительных сетей (LAN) и сетей мегаполисов (MAN).
- IEEE 1003 — POSIX — Стандарт совместимости UNIX-подобных ОС.
- IEEE 1059 — Guide for Software Verification and Validation Plans — Руководство по планированию верификации и подтверждения достоверности программного обеспечения.
- IEEE 1063 — «IEEE Standard for Software User Documentation» — Стандарт руководства пользователя для программного обеспечения.
- IEEE 1149 — Стандарт периферийного сканирования микросхем (Boundary Scan) — тестирование, программирование и локализация неисправностей печатных плат.
- IEEE 1284 — параллельный интерфейс.
- IEEE 1394 — FireWire (i-Link) — последовательная высокоскоростная шина, предназначенная для обмена цифровой информацией между компьютером и другими электронными устройствами.
- IEEE 1667 — Standard Protocol for Authentication in Host Attachments of Transient Storage Devices — Стандартный протокол аутентификации при подключении съёмных устройств хранения данных.
- IEEE 1788 — интервальные вычисления на ЭВМ
- IEEE 1990 — Функциональный язык программирования Scheme.

## Награды IEEE
- Медаль почёта IEEE
- Медаль Эдисона
- Медаль основателей IEEE
- Медаль Джеймса Х. Муллигана мл. за образование
- Золотая медаль имени Александра Грэхема Белла
- Медаль Саймона Рамо
- Медаль за достижения в инженерии (IEEE)
- Медаль за безопасные технологии (IEEE)
- Медаль за электроэнергетику (IEEE)
- Медаль Ричарда Хэмминга
- Премия Морриса Либманна (упразднена в 2000 году)
- Медаль Ламме (упразднена в 2008 году)
- Медаль Генриха Герца (упразднена в 2009 году)
- Медаль Джона фон Неймана
- Медаль Джека Килби
- Медаль Дениса Пикарда
- Медаль Роберта Нойса
- Медаль за инновации в технологиях здравоохранения (IEEE)[англ.]
- Медаль 100 летия основания IEEE
- Премия Эмануэля Пиора (упразднена в 2012 году)
- Премия в области компьютеров и коммуникаций имени Кодзи Кобаяси
- Премия Даниэля Ноубла[англ.]
- Премия Фрэнка Розенблатта

Также отдельные группы, входящие в IEEE, присуждают свои премии:
- Общество теории информации IEEE[англ.] присуждает Премию Шеннона.
- Компьютерное общество IEEE присуждает премию Пионера компьютерной техники, Премию Уоллеса Макдауэлла и Мемориальную премию Гарри Гуда.
- Общество фотоники IEEE[англ.] присуждает Премию по квантовой электронике IEEE.

## Технические общества под эгидой IEEE
Под эгидой IEEE созданы 39 обществ, охватывающих различные технические области знаний. Эти общества занимаются публикацией статей, проведением конференций, установлением деловых контактов и оказывают прочие услуги.
- IEEE Aerospace and Electronic Systems Society
- IEEE Antennas & Propagation Society
- IEEE Broadcast Technology Society
- IEEE Circuits and Systems Society
- IEEE Communications Society
- IEEE Components, Packaging & Manufacturing Technology Society
- IEEE Computational Intelligence Society
- Компьютерное общество IEEE
- IEEE Consumer Electronics Society
- IEEE Control Systems Society
- IEEE Dielectrics & Electrical Insulation Society
- IEEE Education Society
- IEEE Electromagnetic Compatibility Society
- IEEE Electron Devices Society
- IEEE Engineering in Medicine and Biology Society
- IEEE Geoscience and Remote Sensing Society
- IEEE Industrial Electronics Society
- IEEE Industry Applications Society
- IEEE Information Theory Society
- IEEE Instrumentation & Measurement Society
- IEEE Intelligent Transportation Systems Society
- IEEE Magnetics Society
- IEEE Microwave Theory and Techniques Society
- IEEE Nuclear and Plasma Sciences Society
- IEEE Oceanic Engineering Society
- IEEE Photonics Society
- IEEE Power Electronics Society
- IEEE Power & Energy Society
- IEEE Product Safety Engineering Society
- IEEE Professional Communication Society
- IEEE Reliability Society
- IEEE Robotics and Automation Society
- IEEE Signal Processing Society
- IEEE Society on Social Implications of Technology
- IEEE Solid-State Circuits Society
- IEEE Systems, Man & Cybernetics Society
- IEEE Ultrasonics, Ferroelectrics & Frequency Control Society
- IEEE Technology and Engineering Management Society
- IEEE Vehicular Technology Society